# Takeshi Motomiya

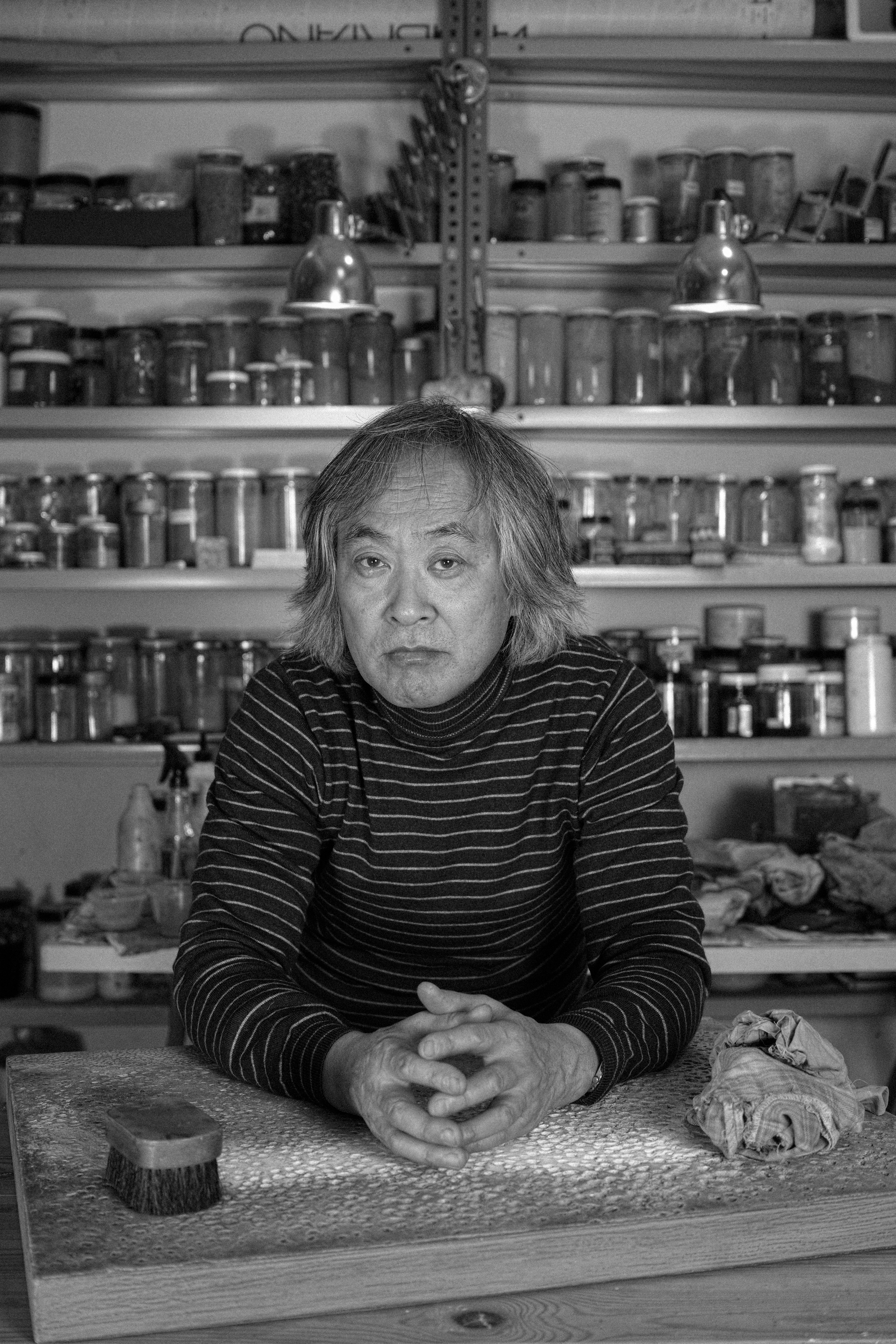
Takeshi Motomiya in seinem Studio in Barcelona

Takeshi Motomiya (japanisch 本宮 健史 Motomiya Takeshi /⁠motomija takɛɕi⁠/, geboren am 5. Dezember 1959 in Tokio, Japan) ist ein multidisziplinärer japanischer Künstler, der seit 1986 in Barcelona lebt. Im Laufe seiner Karriere hat er in verschiedenen Disziplinen der bildenden Kunst gearbeitet, darunter Malerei, Gravur und Skulptur. Charakterisiert durch seine Arbeit mit Texturen und natürlichen Pigmentfarben, basiert sein Werk hauptsächlich auf abstrakter Kunst und zeigt einige Attribute von Figurativismus und abstraktem Expressionismus, durchdrungen von alten japanischen Göttern, biblischen Inhalten und griechischer und ägyptischer Mythologie.
Aufgewachsen und ausgebildet in Japan, lebte er in Paris, bevor er sich in Barcelona niederließ. Motomiyas Arbeiten wurden bereits in mehreren europäischen Städten wie Barcelona, Paris, Amsterdam und Mahón (Menorca) ausgestellt. Die überwiegende Mehrheit seiner Werke wird jedoch in seinem Heimatland Japan ausgestellt.
Durch seine Spezialisierung auf Gravur und die anschließende Gründung des Studios Taller Nou hat er mit nationalen und internationalen Künstlern wie Antoni Tàpies, Barry Flanagan, Balthus, Miquel Barceló und Perejaume zusammengearbeitet. Das Studio wurde als eines der besten Druckateliers in Spanien anerkannt.

## Frühes Leben und Ausbildung
Er wurde in eine Malerfamilie hineingeboren und wuchs umgeben von einem künstlerischen Umfeld, zwischen Galerien und Ausstellungen, auf. Seine Großmutter, Migishi Setsuko (jap. 三岸 節子, 1905–1999), bekannt als eine der Pionierinnen der japanischen Ölmalerei, und sein Großvater, Migishi Kōtarō (jap.: 三岸 好太郎, 1903–1934), bekannt als einer der ersten Maler, die in Japan mit der Malerei des Surrealismus begannen, waren die wichtigsten Einflussfaktoren für Motomiyas Interesse an der Kunstwelt.
Er schloss 1982 sein Studium der Bildenden Künste ab und erwarb 1984 an der Kunsthochschule Tama einen Master-Abschluss mit Spezialisierung auf Gravurtechniken. Obwohl sein akademischer Hintergrund auf die Gravur ausgerichtet war, ist seine persönliche Entwicklung als Künstler vor allem im Bereich der Malerei gereift.
1984 unternahm Motomiya auf Einladung seiner Großmutter, die zu dieser Zeit in Frankreich lebte, seine erste Reise nach Europa mit der Absicht, die Kunst europäischer Museen kennenzulernen. Während er in Frankreich lebte, reiste Motomiya durch Europa, wo er 1986 die Gelegenheit hatte, zusammen mit seinen Großeltern und seinem Onkel in einer gemeinsamen Ausstellung in der Galerie d’Eendt in Amsterdam auszustellen.
Im selben Jahr verliebte sich Motomiya im Alter von 27 Jahren bei einer seiner Europareisen in die Stadt Barcelona, wo er sich seit 1986 niedergelassen hat. Mit seiner Niederlassung in Barcelona begann Motomiya, sich ganz auf seine Malerei zu konzentrieren.

## Karriere
Motomiyas Arbeiten wurden hauptsächlich in Kunstgalerien in Tokio ausgestellt, wie der Ueda Gallery, der Galerie 421, der 21+yo, der Okumura Gallery oder der Libre Gallery. Er hat seine Arbeiten auch in Kunstgalerien in ganz Japan ausgestellt; in der Yamaguchi Gallery in Chiba und in der Ecru-no-mori Gallery in Mishima. Er hat an mehreren Ausgaben der Nippon International Contemporary Art Fair (NiCAF) teilgenommen, die derzeit als Art Fair Tokyo bekannt ist, und hat bei verschiedenen Ausgaben der Japan Art Dealers Association in Tokio ausgestellt.
Außerhalb Japans wurden Motomiyas Arbeiten hauptsächlich in Europa ausgestellt, in Städten wie Barcelona, Paris, Amsterdam und Mahón (Menorca), wo er seit 2012 regelmäßig ausstellt.

“On my first meeting with Takeshi Motomiya, I instantly recognized, seeing his paintings and he, himself, before me, that he was the figure who appeared in them. […] he is none other than an “artist painted by pictures.” He himself emerges out of the paintings he creates; there is no need for him to step out of the frame and proclaim his creed or explain the rationale behind his work. What people see when they look at his paintings is Takeshi Motomiya himself. It is enough for people to distinctly feel how this silent, reserved figure seems to be speaking loud and clear in the paintings.”

„Bei meiner ersten Begegnung mit Takeshi Motomiya erkannte ich sofort, als ich seine Bilder und ihn selbst vor mir sah, dass er die Figur ist, die in ihnen erscheint. […] er ist nichts anderes als ein „von Bildern gemalter Künstler“. Er selbst geht aus den Gemälden hervor, die er schafft; es gibt keine Notwendigkeit für ihn, aus dem Rahmen zu treten und sein Glaubensbekenntnis zu verkünden oder die Gründe für seine Arbeit zu erklären. Was die Menschen sehen, wenn sie seine Bilder betrachten, ist Takeshi Motomiya selbst. Es reicht, wenn die Menschen deutlich spüren, wie diese stille, zurückhaltende Figur in den Bildern laut und deutlich zu sprechen scheint.“

Während seiner ersten Ausstellung auf dem 5. NiCAF im Jahr 1997 wurde Motomiya dem japanischen Dichter und Literaturkritiker Makoto Ōoka (大岡 信, 1931–2017) vorgestellt. Nachdem er Motomiyas Arbeit gesehen hatte, bezeichnete Ōoka ihn als den von Bildern gemalten Künstler, was er später als Titel für den Artikel verwendete, in dem er über Motomiyas Arbeit schrieb. Ōoka, der die Arbeit des Künstlers bewunderte, wurde ein regelmäßiger Käufer von Motomiyas Werken. Heute sind einige dieser Gemälde Teil der privaten Sammlung, die im Ōoka Makoto Kotoba Museum in Mishima, Präfektur Shizuoka, ausgestellt ist.
Im Jahr 2009 begann Motomiya, Drucktechniken an der Escola Massana in Barcelona im Rahmen des Experimental Edition Kurses des Massana Permanent Programms zu unterrichten. Der Kurs wurde bis 2012 unterrichtet.

### Taller Nou studio
Nachdem er sich 1989 in Barcelona niedergelassen hatte, gründete er, während er seine Arbeit in der Malerei fortsetzte, zusammen mit einem Partner das Atelier Taller Nou, das zu einem Druckatelier wurde, das sich auf Gravur- und Radiertechniken für professionelle Künstler spezialisierte.
Seit Beginn ihrer Arbeit als Druckgrafiker und für mehr als zwanzig Jahre waren sie das einzige druckgrafische Studio von Antoni Tàpies’ Werk. Tatsächlich haben sie bis zum Tod des Künstlers im Jahr 2012 mit ihm zusammengearbeitet. Abgesehen von Tàpies haben sie mit vielen anderen nationalen und internationalen Künstlern zusammengearbeitet, darunter Barry Flanagan, Balthus, Miquel Barceló und Perejaume.
Ursprünglich im Stadtteil Gracia in Barcelona gelegen, wurde das Studio als eines der besten Druckateliers in Spanien bezeichnet. Ihre Arbeiten wurden in Museen auf der ganzen Welt ausgestellt, wie z. B. im Museum of Modern Art (MoMA) in New York, während der Ausstellung „Antoni Tàpies in Print“, oder im Musée Picasso Paris, während der Ausstellung Miquel Barceló, „Sol y Sombra“, im Jahr 2016. In den letzten Jahren waren einige Werke auch in Kunstauktionen bei großen Kunsthäusern wie Christie’s und Bonhams zu sehen.

## Arbeit
Motomiyas Werk ist bekannt für die Verwendung von natürlichen Pigmenten, die der Künstler nach verschiedenen Verfahren auf Holzplatten aufträgt. In seinem Atelier in Barcelona gibt es keine Tuben, keine Öle oder Lösungsmittel, sondern lebendige Regale mit farbigen Gläsern. Von Schwarzerde bis Marmorpulver, die ganze Palette an Scherben – gewonnen aus Asche, Schlacke, Ocker, Mineralien, Eisenoxiden, Walnussschalen, Talg oder Kohle. Diese werden später gemahlen und ausgestreut, so dass ein zerkleinertes und abgeschliffenes Pulver entsteht, das das Medium imprägniert.
Obwohl die meisten seiner Werke kleinformatig sind, offenbaren die Titel von Motomiyas Arbeiten eine immense und reiche Welt von Bedeutungen, die hinter jedem Bild liegen, die die Bedeutung der Werke von dem, was man zunächst mit bloßem Auge wahrgenommen hat, völlig neu definieren. Was einige Kunstkritiker, die über Motomiyas Arbeit schreiben, als „Sehen ist Wissen, eine Übung der Intelligenz“ definiert haben.
Motomiya schöpft in der Regel aus seinen Lektüren (Bibel, Dante, Goethe …) Anhaltspunkte zum Nachdenken; Redewendungen, Sprichwörter, Mythen. Worte, die der Idee Farbe geben. Während die Figur in seinen Bildern meist abwesend ist, reduziert auf heimliche Auftritte, gibt Motomiya uns stumme Objekte zum Nachdenken, wie die der Gralsprozession. Asche, Gottheiten und verschlungene Völker, beeinflusst von verschwundenen und metamorphosierten Welten, offenbaren ihre Spuren. Anthropomorphismus wird zur Abstraktion, Geometrie. Die Werke von Motomiya versuchen, das Gefühl der Dinge zu reflektieren.

## Ausstellungen
Ausgewählte Einzel- und Gruppenausstellungen:
- 2021 – Gruppenausstellung in Encant (Mahón, Menorca, Spanien).
- 2020 – Einzelausstellung in der Yamaguchi Gallery (Chiba, Japan).
- 2017 – Einzelausstellungen in der Yamaguchi Gallery (Chiba, Japan), Libre Gallery (Tokyo, Japan) und Encant (Mahón, Menorca, Spanien).
- 2016 – Einzelausstellung in der Galerie Couteron (Paris, Frankreich).
- 2014 – Einzelausstellung in der Libre Gallery (Tokio, Japan).
- 2013 – Einzelausstellung in der Yamaguchi Gallery (Chiba, Japan).
- 2012 – Einzelausstellungen in der Galerie Ecru-no-mori (Mishima, Japan) und Encant (Mahón, Menorca, Spanien).
- 2011 – Einzelausstellung in der Galerie 421 (Tokio, Japan).
- 2010 – Einzelausstellung in der Yamaguchi Gallery (Chiba, Japan) und Gruppenausstellung in Encant (Mahón, Menorca, Spanien).
- 2009 – Einzelausstellung bei Encant (Mahón, Menorca, Spanien) und Gruppenausstellung in der Galerie Punto Arte (Barcelona, Spanien).
- 2008 – Einzelausstellung in der Okumura Galerie (Tokio, Japan).
- 2006 – Einzelausstellungen in der Galerie Punto Arte (Barcelona, Spanien) und in der Yamaguchi Gallery (Chiba, Japan). Gruppenausstellung in Encant (Mahón, Menorca, Spanien).
- 2005 – Einzelausstellung in der Galerie 21 + Yo (Tokyo, Japan) und Gruppenausstellungen in der Galerie Punto Arte (Barcelona, Spanien) und Encant (Mahón, Menorca, Spanien).
- 2004 – Gruppenausstellung in der Galerie Punto Arte (Barcelona, Spanien).
- 2003 – Einzelausstellung in Encant (Mahón, Menorca, Spanien).
- 2002 – Einzelausstellung in der Galerie Punto Arte (Barcelona, Spanien).
- 2001 – Einzelausstellung bei der 7. NiCAF * (Nippon International Contemporary Art Fair) (Tokyo, Japan) und Gruppenausstellung bei JADA (Japan Art Dealers Association) (Tokyo, Japan).
- 2000 – Einzelausstellung in der Ueda Gallery (Tokio, Japan) und Gruppenausstellung in der JADA (Japan Art Dealers Association) (Tokio, Japan).
- 1999 – Einzelausstellungen in der Ueda Gallery (Tokio, Japan) und auf der 6. NiCAF * (Nippon International Contemporary Art Fair) (Tokio, Japan). Gruppenausstellung bei JADA (Japan Art Dealers Association) (Tokio, Japan).
- 1998 – Einzelausstellung in der Ueda Gallery (Tokio, Japan).
- 1997 – Einzelausstellungen auf der 5. NiCAF * (Nippon International Contemporary Art Fair) (Tokio, Japan) und Ueda Gallery (Tokio, Japan).
- 1996 – Einzelausstellung in der Galerie Artara (Mahón, Menorca, Spanien).
- 1993 – Gruppenausstellung in der Galerie Helena Ramos (Cadaqués, Spanien).
- 1992 – Gruppenausstellung in der Galerie Helena Ramos (Cadaqués, Spanien).
- 1991 – Gruppenausstellung in der Galerie Central (Sabadell, Spanien).
- 1990 – Gruppenausstellungen in der Galerie Helena Ramos (Cadaqués, Spanien), FIAC SAGA ’90 (Paris, Frankreich) und Central Gallery (Sabadell, Spanien).
- 1989 – Gruppenausstellung in der Galerie Helena Ramos (Cadaqués, Spanien)